# Bukove prašume
Bukove prašume je zajednički naziv za 94 lokaliteta zaštićenih bukovih šuma u 18 europskih zemalja. Od kraja posljednjeg ledenog doba, europska bukva (Fagus sylvatica) se proširila iz nekoliko izoliranih utočišta u Alpama, Karpatima, Dinaridima, Mediteranu i Pirenejima u kratkom razdoblju od nekoliko tisuća godina u procesu koji još uvijek traje. Uspješna ekspanzija na cijelom kontinentu povezana je s prilagodljivošću stabla i tolerancijom na različite klimatske, geografske i fizičke uvjete.
UNESCO je najprije 2007. godine upisao karpatske prašume na popis mjesta svjetske baštine u Europi, pod nazivom Bukove prašume u Karpatima. One su predstavljale izvanredan primjer nedirnutog šumskog kompleksa u umjerenom klimatskom pojasu, koji se sastoji od 10 zaštićenih područja (na 29.279 ha) u sjevernim Karpatima (6 u Ukrajini i 4 u Slovačkoj) i prostirao se na potezu duljine 185 km, od planina Rakhiv i planinakog lanca Čornohora u Ukrajini, preko hridi Poloniny do Bukovskih planina i planine Vihorlat u Slovačkoj. God. 2011. godine pridruženo im je 5 sličnih šumskih kompleksa u Njemačkoj, površine 4.391 ha, pod nazivom Drevne bukove šume u Njemačkoj. Od 2017. godine na UNESCO-ovu se popisu vode pod službenim nazivom Bukove prašume u Karpatima i drugim područjima Europe, jer su im pridružene 63 bukove šume u još 9 europskih zemalja (Albanija, Austrija, Belgija, Bugarska, Hrvatska, Italija, Rumunjska, Slovenija i Španjolska). Uključivanjem 63 nova područja na Popis svjetske baštine dobivena je cjelovitost područja koje ima iznimnu univerzalnu vrijednost i dokaz je postglacijalnog širenja te prirodnoga i neometanog razvoja ekosustava bukovih šuma Europe. Sve države uključene u nominaciju pokazale su iznimnu posvećenost zajedničkoj suradnji i izražena je zajednička namjera za očuvanje i održivo upravljanje bukovim šumama
Od 2021. godine, popis je proširen na još šest europskih država (Bosna i Hercegovina, Češka, Francuska, Poljska, Sjeverna Makedonija i Švicarska), a broj zaštićenih bukovih šuma na 94, ukupne površine od 98.124,96 ha, s tampon-zonom od 294.716,32 ha.

## Odlike
Prašume su dragocjen izvor genetskog materijala bukve i drugih vrsta povezanih i ovisnih o ovom šumskom ekosustavu i izniman su primjer procesa kolonizacije i razvoja kopnenih ekosustava poslije ledenog doba, koji još uvijek traje. Ove drevne bukove šume nezamjenjive su za razumijevanje širenja bukve sjevernom polutkom u raznim okolišima.  
Ove bukove šume su najcjelovitiji i najpotpuniji primjer ekoloških uzoraka i procesa europske bukve (Fagus sylvatica) u različitom prirodnom okolišu. Zbog toga su nezamjenjiv izvor za razumijevanje povijesti i evolucije ove vrste koja se rasprostire cijelom sjevernom hemisferom i ima veliki ekološki i globalni značaj.
Šuma se mora održavati (kontrola požara, konzervacija starog drveća, planinskih livada, vodenih putova i ekosustava potoka, upravljanje turizmom i nadgledanje), ali tako da se ne naruše prirodni procesi same šume. Zbog toga, npr., od tri lokacije na planini Bukovské vrchy u Slovačkoj (Havešová, Rožok i Stužica), samo Stužica ima pješačku stazu za posjetitelje (slika desno). Četvrti zaštićeni lokalitet u Slovačkoj je Kyjovský prales na Vihorlatu, a sva četiri se nalaze u slovačkom nacionalnom parku Poloniny u najistočnijem i najnenaseljenijem dijelu države. 

## Popis lokaliteta na UNESCO-vom popisu svjetske baštine
Albanski lokaliteti su: Lumi i Gashit (Kukeski okrug) i Rrajca (Elbasanski okrug).
Austrijski lokaliteti su: Nacionalni park Kalkalpen (Gornja Austrija) i Dürrenstein (Donja Austrija).
Belgijski lokalitet je Šuma Soignes koja se sa svojih 5000 ha rasprostire kroz sve tri belgijske regije (Flandrija, Valonija i Regija glavnoga grada Bruxellesa).
Bosanskohercegovački lokalitet je Prašuma Janj, zaštićeni strogi rezervat prirode na području općine Šipovo (Republika Srpska).
Bugarski lokaliteti su 9 prirodnih rezervata u Nacionalnom parku središnjeg Balkana: Boatin, Tsarichina, Kozya Stena, Steneto, Stara reka, Dzhendema, Severen Dzhendem, Sokolna i Peeshti skali.
Hrvatski lokaliteti su: Nacionalni park Paklenica, Hajdučki i Rožanski kukovi i Nacionalni park Sjeverni Velebit (Ličko-senjska i Zadarska županija).
Ukrajinski lokaliteti su: Čornohora, Kuzij-Trybušany, Maramaroš, Stužycja–Užok, Svydovec i Uholka–Šyrikyi Luh, te 2017. dodani Prirodni rezervat Gorgany (Ivano-Frankivska oblast), Prirodni rezervat Roztochya (Lavovska oblast), Nacionalni park Podilski Tovtry (Hmeljnička oblast), Nacionalni park Synevyr i Nacionalni park Zacharovanyi Krai (Zakarpatska oblast). 
Njemački lokaliteti su: Grumsiner (Brandenburg), Hainich (Thüringen), Jasmund i Serrahner (Mecklenburg-Vorpommern), te Kellerwald-Edersee (Hessen). 
Rumunjski lokaliteti su: Izvoarele Nerei, Cheile Nerei-Beușnița, Domogled-Valea Cernei, Domogled-Valea Cernei (Karaš-severinska županija), Cozia i Lotrișor (Vâlcea (županija)), Codrul secular Șinca (Brașov (županija)), Codrul secular Slătioara (Suceava (županija)), Groșii Țibleșului, Izvorul Șurii, Preluci i Strâmbu Băiuț (Maramureş (županija).
Slovenski lokaliteti su šumski rezervati Krokar (Općina Kočevje) i Snežnik – Ždrocle (Općina Ilirska Bistrica i Loška dolina, općina).
Španjolski lokaliteti su: Hayedos de Picos de Europa (Kastilja i León), Hayedos de Navarra (Navara) i Hayedos de Ayllón koja pripada trima pokrajinama (Madrid, Kastilja-La Mancha i Kastilja i León).
Talijanski lokaliteti su šuma Sasso Fratino u Nacionalnom parku Monte Falterona i Campigna (Toskana), te 5 šuma u Nacionalnom parku Lazio i Molise (Abruzzo): Valle Cervara, Coppo Vademogna, Coppo del Principe, Coppo del Morto i Val Fondillo.
- Havešová, Nacionalni park Poloniny (Slovačka)
- Stužica, Nacionalni park Poloniny (Slovačka)
- Rožok, Nacionalni park Poloniny (Slovačka)
- Šuma Vihorlatský u ukrajinskom parku Vihorlat (Slovačka)
- Čornohora, rezervat biosfere Karpati (Ukrajina)
- Uholka-Široki Luh (Ukrajina)
- Svidovec (Ukrajina)
- Grumsiner Forst (Brandenburg)
- Nacionalni park Kellerwald-Edersee (Hessen)
- Nacionalni park Jasmund (Mecklenburg-Vorpommern)
- Serrahner Urwald (Mecklenburg-Vorpommern)
- Nacionalni park Hainich (Thüringen)
- Prašuma Janj (BIH)
- Dlaboka Reka (Sjeverna Makedonija)

### Potpuni popis lokaliteta
| ID       | Ime i lokacija                                       | Država              | Koordinate                                    | Površina (ha) |
| -------- | ---------------------------------------------------- | ------------------- | --------------------------------------------- | ------------- |
| 1133-001 | Chornohora                                           | Ukrajina            | 48°08′25″N 24°23′35″E / 48.14028°N 24.39306°E | 2.476,8       |
| 1133-002 | Kuziy-Trybushany                                     | Ukrajina            | 47°56′21″N 24°8′26″E / 47.93917°N 24.14056°E  | 1.369,6       |
| 1133-003 | Maramarosh                                           | Ukrajina            | 47°56′12″N 24°19′35″E / 47.93667°N 24.32639°E | 2.243,6       |
| 1133-004 | Stuzhytsia – Uzhok                                   | Ukrajina            | 49°4′14″N 22°3′1″E / 49.07056°N 22.05028°E    | 2.532         |
| 1133-005 | Svydovets                                            | Ukrajina            | 48°11′21″N 24°13′37″E / 48.18917°N 24.22694°E | 3.030,5       |
| 1133-006 | Uholka – Shyrikyi Luh                                | Ukrajina            | 48°18′22″N 23°41′46″E / 48.30611°N 23.69611°E | 11.860        |
| 1133-007 | Jasmund                                              | Njemačka            | 54°32′53″N 13°38′43″E / 54.54806°N 13.64528°E | 492,5         |
| 1133-008 | Serrahn                                              | Njemačka            | 53°59′11″N 13°11′52″E / 53.98639°N 13.19778°E | 2.568         |
| 1133-009 | Grumsin                                              | Njemačka            | 52°59′11″N 13°53′44″E / 52.98639°N 13.89556°E | 274,3         |
| 1133-010 | Hainich                                              | Njemačka            | 51°04′43″N 10°26′08″E / 51.07861°N 10.43556°E | 4.085,4       |
| 1133-011 | Kellerwald                                           | Njemačka            | 51°08′43″N 8°58′25″E / 51.14528°N 8.97361°E   | 4.271,4       |
| 1133-012 | Lumi i gashit                                        | Albanija            | 42°28′53″N 20°3′26″E / 42.48139°N 20.05722°E  | 8.977.48      |
| 1133-013 | Rrajca                                               | Albanija            | 41°12′11″N 20°30′2″E / 41.20306°N 20.50056°E  | 2.569,75      |
| 1133-014 | Dürrenstei                                           | Austrija            | 47°46′12″N 15°2′51″E / 47.77000°N 15.04750°E  | 1.867,45      |
| 1133-015 | Kalkalpen – Hintergebirg                             | Austrija            | 47°44′58″N 14°28′56″E / 47.74944°N 14.48222°E | 2.946,2       |
| 1133-016 | Kalkalpen – Bodinggraben                             | Austrija            | 47°47′14″N 14°21′12″E / 47.78722°N 14.35333°E | 890,89        |
| 1133-017 | Kalkalpen – Urlach                                   | Austrija            | 47°48′15″N 14°14′22″E / 47.80417°N 14.23944°E | 264,82        |
| 1133-018 | Kalkalpen – Wilder Graben                            | Austrija            | 47°49′59″N 14°26′1″E / 47.83306°N 14.43361°E  | 1.149,75      |
| 1133-019 | Šuma Sonian - Šumski rezervat “Joseph Zwaenepoel”    | Belgija             | 50°45′23″N 4°24′58″E / 50.75639°N 4.41611°E   | 187,34        |
| 1133-020 | Šuma Sonian - Grippensdelle A                        | Belgija             | 50°46′54″N 4°25′36″E / 50.78167°N 4.42667°E   | 24,11         |
| 1133-021 | Šuma Sonian - Grippensdelle B                        | Belgija             | 50°47′1″N 4°25′57″E / 50.78361°N 4.43250°E    | 37,38         |
| 1133-022 | Šuma Sonian - Šumski rezervat Ticton A               | Belgija             | 50°44′3″N 4°26′51″E / 50.73417°N 4.44750°E    | 13,98         |
| 1133-023 | Šuma Sonian - Šumski rezervat Ticton B               | Belgija             | 50°43′37″N 4°25′51″E / 50.72694°N 4.43083°E   | 6,5           |
| 1133-024 | Središnji Balkan - Rezervat Boatin                   | Bugarska            | 42°48′10″N 24°16′9″E / 42.80278°N 24.26917°E  | 1.226.88      |
| 1133-025 | Središnji Balkan - Rezervat Caričina                 | Bugarska            | 42°46′32″N 24°24′18″E / 42.77556°N 24.40500°E | 1.485,81      |
| 1133-026 | Središnji Balkan - Rezervat Kozja stena              | Bugarska            | 42°47′47″N 24°31′29″E / 42.79639°N 24.52472°E | 644,43        |
| 1133-027 | Središnji Balkan - Rezervat Stara reka               | Bugarska            | 42°44′43″N 24°42′26″E / 42.74528°N 24.70722°E | 2.466,1       |
| 1133-028 | Središnji Balkan - Rezervat Severen Džendem          | Bugarska            | 42°42′11″N 24°49′8″E / 42.70306°N 24.81889°E  | 591,2         |
| 1133-029 | Središnji Balkan - Rezervat Džendema                 | Bugarska            | 42°41′44″N 24°58′23″E / 42.69556°N 24.97306°E | 1.774,12      |
| 1133-030 | Središnji Balkan - Rezervat Severen Džendem          | Bugarska            | 42°44′44″N 24°56′5″E / 42.74556°N 24.93472°E  | 926,37        |
| 1133-031 | Središnji Balkan - Rezervat Piš skali                | Bugarska            | 42°45′54″N 25°4′29″E / 42.76500°N 25.07472°E  | 1.049,1       |
| 1133-032 | Središnji Balkan - Rezervat Sokolna                  | Bugarska            | 42°41′52″N 25°8′18″E / 42.69778°N 25.13833°E  | 824,9         |
| 1133-033 | Hajdučki i Rožanski kukovi                           | Hrvatska            | 44°45′59″N 15°0′39″E / 44.76639°N 15.01083°E  | 1.289,11      |
| 1133-034 | Nacionalni park Paklenica - Suva draga-Klimenta      | Hrvatska            | 44°20′26″N 15°30′1″E / 44.34056°N 15.50028°E  | 1.241,04      |
| 1133-035 | Nacionalni park Paklenica - Oglavinovac-Javornik     | Hrvatska            | 44°23′4″N 15°26′59″E / 44.38444°N 15.44972°E  | 790,74        |
| 1133-036 | Abruzzo, Lazio & Molise - Valle Cervara              | Italija             | 41°49′56″N 13°43′43″E / 41.83222°N 13.72861°E | 119,7         |
| 1133-037 | Abruzzo, Lazio & Molise - Selva Moricento            | Italija             | 41°50′49″N 13°42′20″E / 41.84694°N 13.70556°E | 192,7         |
| 1133-038 | Abruzzo, Lazio & Molise - Coppo del Morto            | Italija             | 41°51′37″N 13°50′48″E / 41.86028°N 13.84667°E | 104,71        |
| 1133-039 | Abruzzo, Lazio & Molise - Coppo del Principe         | Italija             | 41°47′15″N 13°44′39″E / 41.78750°N 13.74417°E | 194,49        |
| 1133-040 | Abruzzo, Lazio & Molise - Val Fondillo               | Italija             | 41°45′15″N 13°53′9″E / 41.75417°N 13.88583°E  | 325,03        |
| 1133-041 | Monte Cimino                                         | Italija             | 42°24′31″N 12°12′11″E / 42.40861°N 12.20306°E | 57,54         |
| 1133-042 | Monte Raschio                                        | Italija             | 42°10′25″N 12°9′40″E / 42.17361°N 12.16111°E  | 73,73         |
| 1133-043 | Sasso Fratino                                        | Italija             | 43°50′40″N 11°48′11″E / 43.84444°N 11.80306°E | 781,43        |
| 1133-044 | Cheile Nerei-Beușnița                                | Rumunjska           | 44°54′19″N 21°48′40″E / 44.90528°N 21.81111°E | 4.292,27      |
| 1133-045 | Codrul secular Șinca                                 | Rumunjska           | 45°40′0″N 25°10′14″E / 45.66667°N 25.17056°E  | 338,24        |
| 1133-046 | Codrul Secular Slătioara                             | Rumunjska           | 47°26′36″N 25°37′39″E / 47.44333°N 25.62750°E | 609,12        |
| 1133-047 | Cozia - Masivul Cozia                                | Rumunjska           | 45°19′54″N 24°19′32″E / 45.33167°N 24.32556°E | 2.285,86      |
| 1133-048 | Cozia – Lotrisor                                     | Rumunjska           | 45°17′43″N 24°15′33″E / 45.29528°N 24.25917°E | 1.103,3       |
| 1133-049 | Domogled - Valea Cernei - Domogled-Coronini- Bedina  | Rumunjska           | 44°56′31″N 22°28′7″E / 44.94194°N 22.46861°E  | 5.110,63      |
| 1133-050 | Domogled - Valea Cernei - Iauna Craiovei             | Rumunjska           | 45°6′31″N 22°34′41″E / 45.10861°N 22.57806°E  | 3.517,36      |
| 1133-051 | Domogled - Valea Cernei - Ciucevele Cerne            | Rumunjska           | 45°14′40″N 22°49′23″E / 45.24444°N 22.82306°E | 1.104,27      |
| 1133-052 | Groșii Țibleșului – Izvorul Șurii                    | Rumunjska           | 47°32′59″N 24°11′9″E / 47.54972°N 24.18583°E  | 210,55        |
| 1133-053 | Groșii Țibleșului – Preluci                          | Rumunjska           | 47°32′5″N 24°13′13″E / 47.53472°N 24.22028°E  | 135,82        |
| 1133-054 | Izvoarele Nerei                                      | Rumunjska           | 45°7′21″N 22°3′59″E / 45.12250°N 22.06639°E   | 4.677,21      |
| 1133-055 | Strimbu Băiuț                                        | Rumunjska           | 47°37′33″N 24°4′23″E / 47.62583°N 24.07306°E  | 598,14        |
| 1133-056 | Krokar                                               | Slovenija           | 45°32′31″N 14°46′8″E / 45.54194°N 14.76889°E  | 74,5          |
| 1133-057 | Snežnik-Ždrocle                                      | Slovenija           | 45°35′5″N 14°27′19″E / 45.58472°N 14.45528°E  | 720,24        |
| 1133-058 | Hayedos de Ayllon - Tejera Negra                     | Španjolska          | 41°14′3″N 3°23′19″W / 41.23417°N 3.38861°W    | 255,52        |
| 1133-059 | Hayedos de Ayllon - Montejo                          | Španjolska          | 41°6′44″N 3°29′58″W / 41.11222°N 3.49944°W    | 71,79         |
| 1133-060 | Hayedos de Navarra – Lizardoia                       | Španjolska          | 43°0′23″N 1°6′46″W / 43.00639°N 1.11278°W     | 63,97         |
| 1133-061 | Hayedos de Navarra – Aztaparreta                     | Španjolska          | 42°54′39″N 0°48′58″W / 42.91083°N 0.81611°W   | 171,06        |
| 1133-062 | Hayedos de Picos de Europa - Cuesta Fria             | Španjolska          | 43°10′21″N 4°59′16″W / 43.17250°N 4.98778°W   | 171,06        |
| 1133-063 | Hayedos de Picos de Europa - Canal de Asotin         | Španjolska          | 43°10′16″N 4°53′21″W / 43.17111°N 4.88917°W   | 109,58        |
| 1133-064 | Gorgany                                              | Ukrajina            | 48°28′19″N 24°17′58″E / 48.47194°N 24.29944°E | 753,48        |
| 1133-065 | Roztochya                                            | Ukrajina            | 49°57′44″N 23°38′58″E / 49.96222°N 23.64944°E | 384,81        |
| 1133-066 | Satanіvska Dacha                                     | Ukrajina            | 49°10′26″N 26°14′56″E / 49.17389°N 26.24889°E | 212,01        |
| 1133-067 | Synevyr – Darvaika                                   | Ukrajina            | 48°29′14″N 23°44′56″E / 48.48722°N 23.74889°E | 1.588,46      |
| 1133-068 | Synevyr – Kvasovets                                  | Ukrajina            | 48°23′6″N 23°42′46″E / 48.38500°N 23.71278°E  | 561,62        |
| 1133-069 | Synevyr – Strymba                                    | Ukrajina            | 48°27′11″N 23°47′48″E / 48.45306°N 23.79667°E | 260,65        |
| 1133-070 | Synevyr – Vilshany                                   | Ukrajina            | 48°21′20″N 23°39′36″E / 48.35556°N 23.66000°E | 454,31        |
| 1133-071 | Zacharovanyi Krai – Irshavka                         | Ukrajina            | 48°21′20″N 23°5′23″E / 48.35556°N 23.08972°E  | 93,97         |
| 1133-072 | Zacharovanyi Krai – Velykyi Dil                      | Ukrajina            | 48°25′21″N 23°9′42″E / 48.42250°N 23.16167°E  | 1.164,16      |
| 1133-073 | Prašuma Janj                                         | Bosna i Hercegovina | 44°8′48″N 17°16′52″E / 44.14667°N 17.28111°E  | 295,04        |
| 1133-074 | Forêt de la Bettlachstock                            | Švicarska           | 47°13′22″N 7°24′43″E / 47.22278°N 7.41194°E   | 195,43        |
| 1133-075 | Valli di Lodano, Busai i Soladino (šumski rezervati) | Švicarska           | 46°15′49″N 8°39′11″E / 46.26361°N 8.65306°E   | 806,78        |
| 1133-076 | Gorje Jizera                                         | Češka               | 50°51′30″N 15°9′20″E / 50.85833°N 15.15556°E  | 444,81        |
| 1133-077 | Chapitre                                             | Francuska           | 44°38′4″N 5°59′55″E / 44.63444°N 5.99861°E    | 371,3         |
| 1133-078 | Grand Ventron                                        | Francuska           | 47°58′20″N 6°56′23″E / 47.97222°N 6.93972°E   | 319,4         |
| 1133-079 | Massane                                              | Francuska           | 42°28′58″N 3°1′45″E / 42.48278°N 3.02917°E    | 229,5         |
| 1133-080 | Falascone (Foresta Umbra)                            | Italija             | 41°48′21″N 15°58′41″E / 41.80583°N 15.97806°E | 254,3         |
| 1133-081 | Pavari-Sfilzi (Foresta Umbra)                        | Italija             | 41°50′20″N 16°1′25″E / 41.83889°N 16.02361°E  | 667,13        |
| 1133-082 | Cozzo Ferriero (Nacionalni park Pollino)             | Italija             | 39°54′19″N 16°6′4″E / 39.90528°N 16.10111°E   | 95,75         |
| 1133-083 | Pollinello (Nacionalni park Pollino)                 | Italija             | 39°53′43″N 16°11′54″E / 39.89528°N 16.19833°E | 477,94        |
| 1133-084 | Valle Infernale                                      | Italija             | 38°7′55″N 15°57′41″E / 38.13194°N 15.96139°E  | 320,79        |
| 1133-085 | Dlaboka Reka                                         | Sjeverna Makedonija | 41°45′47″N 20°35′16″E / 41.76306°N 20.58778°E | 193,27        |
| 1133-086 | Gornja litica i dolina Gorna Solinka (Bieszczady)    | Poljska             | 49°5′58″N 22°33′24″E / 49.09944°N 22.55667°E  | 1.506,05      |
| 1133-087 | Polonina Wetlinska i Smerek (Bieszczady)             | Poljska             | 49°10′51″N 22°30′12″E / 49.18083°N 22.50333°E | 1.178,03      |
| 1133-088 | Dolina potoka Terebowiec (Bieszczady)                | Poljska             | 49°5′37″N 22°43′29″E / 49.09361°N 22.72472°E  | 201           |
| 1133-089 | Dolina potoka Wolosatka (Bieszczady)                 | Poljska             | 49°4′1″N 22°44′4″E / 49.06694°N 22.73444°E    | 586,66        |
| 1133-090 | Prašuma Havešová (Poloniny)                          | Slovačka            | 49°0′35″N 22°20′14″E / 49.00972°N 22.33722°E  | 167,86        |
| 1133-091 | Rožok (Poloniny)                                     | Slovačka            | 48°58′40″N 22°27′52″E / 48.97778°N 22.46444°E | 74,35         |
| 1133-092 | Stužica - Bukovské Vrchy (Poloniny)                  | Slovačka            | 49°5′3″N 22°29′42″E / 49.08417°N 22.49500°E   | 1.742,26      |
| 1133-093 | Udava (Poloniny)                                     | Slovačka            | 49°10′31″N 22°13′39″E / 49.17528°N 22.22750°E | 455,79        |
| 1133-094 | Vihorlat                                             | Slovačka            | 48°54′56″N 22°11′13″E / 48.91556°N 22.18694°E | 1.552,75      |

## Vanjske poveznice
- Fotografije ljepota i promjena karpatskih prašuma tijekom godine  Arhivirana inačica izvorne stranice od 10. kolovoza 2010. (Wayback Machine)